# Scoglio la Mitra
Lo scoglio la Mitra è un'isola dell'Italia appartenente all'arcipelago delle isole Eolie, in Sicilia.
Amministrativamente appartiene a Lipari, comune italiano della città metropolitana di Messina in Sicilia.
Si trova nei pressi della parte nord-occidentale dell'isola di Filicudi.